# Vincenzo Serafino
Vincenzo Serafino (... – Ascoli Piceno, 1615) è stato un vescovo cattolico italiano.

## Biografia
Il 3 ottobre 1588, Vincenzo Serafino fu nominato vescovo di Teano da papa Gregorio XIII, mentre il 7 dicembre dello stesso anno fu consacrato tale da Girolamo Bernerio, all'epoca vescovo di Ascoli Piceno, insieme ai co-consacranti Fabio Biondi e Giambattista de Benedictis. Rimase vescovo di Teano fino alla sua morte, che lo colse nel 1615 ad Ascoli Piceno.

## Genealogia episcopale
La genealogia episcopale è:
- Cardinale Scipione Rebiba
- Cardinale Giulio Antonio Santori
- Cardinale  Girolamo Bernerio, O.P.
- Vescovo Vincenzo Serafino